# Francisco Sierralta
Francisco Andrés Sierralta Carvallo (Santiago, 6 de mayo de 1997) es un futbolista profesional chileno que juega como defensa y milita en el Auxerre de la Ligue 1 de Francia. Además, es internacional absoluto con la selección de fútbol de Chile desde 2018.

## Trayectoria

### Universidad Católica
Francisco ingresó a los ocho años de edad a las inferiores del club Universidad Católica. Sierralta en el año 2012 fue campeón mundial por la categoría sub-15 con Universidad Católica junto a sus compañeros, entre ellos Raimundo Rebolledo y Jeisson Vargas. Luego de una buena formación y tras disputar torneos juveniles, logró su ascenso al primer equipo. Es en 2014 cuando el equipo del Granada C. F. de la Primera División de España lo ve jugar y se convence de cerrar un acuerdo con "los cruzados" para hacerse con el 50% del pase del jugador. Luego de completada la transacción, el club español decide que Sierralta aún no está listo para emigrar al fútbol del Viejo Continente y decide mantenerlo en el equipo que lo formó.
Con los cruzados estuvo presente en el Torneo de Clausura 2015 pero solo vería el partido desde la banca en tres ocasiones. No fue hasta el 8 de julio de 2015 en la Copa Chile 2015 donde debutaría oficialmente frente Athletic Club Barnechea. Jugaría de titular ese encuentro y disputaría los 90 minutos, Posteriormente jugaría como suplente en la misma competencia esta vez frente a Audax Italiano. En el mismo torneo volvería a ver la pelotita girar frente a Magallanes, donde nuevamente ve comenzar el fútbol anotando además su primer gol oficial, en los descuentos de aquel partido.
Para el Torneo de Apertura 2015 volvería a ver un partido desde la banca frente a Deportes Iquique, pero el gran desempeño y proyección de Francisco lo hace meritorio de ser citado por la Selección chilena sub-20 para disputar junto a ellos el Torneo L'Alcúdia 2015.

### Palestino
Para 2016 Granada C. F. aun no esta convencido de que Francisco deba abandonar su país, pero al ver las pocas oportunidades que tiene en "los cruzados" decide mantenerlo en Chile, pero esta vez cedido al club Palestino, para así lograr una consolidación como titular y disputar por primera vez un torneo internacional. 
Para octubre de 2016 Sierralta logra convertir su primer gol en el torneo y el primero con la camiseta del conjunto tricolor, logra sellar un gran año, sumando 10 partidos en el torneo nacional y cumpliendo un rol fundamental en el plantel. Destacando en el increíble torneo internacional realizado por el equipo árabe, al escalar hasta cuartos de final de la Copa Sudamericana 2016.

### Udinese Calcio
Su gran año de préstamo, lo vio con gran ilusión el club italiano de Udinese y gracias a la cercanía del club español Granada C. F., dueño del 50% de su pase, el equipo italiano fichó completamente al jugador y lo incorporó a su pretemporada.

### Parma Calcio
El Udinese en agosto de 2017 decidió enviarlo a un nuevo préstamo ahora de manera internacional. El 11 de agosto de 2017 fue oficializado como nuevo jugador del Parma Calcio. Jugó su primer partido con el Parma el día 10 de octubre de 2017 contra el Brescia Calcio, entró en el minuto 87 por Luigi Scaglia, terminando el partido con una victoria 1-0. Sierralta jugó el partido como titular en la victoria 2 a 0 contra el Spezia Calcio, con este resultado y el empate del Foggia al último minuto contra el Frosinone Calcio, el equipo Crociati y Sierralta lograron la vuelta del Parma a la Serie A luego de su refundación en el año 2015 debido a la quiebra del equipo.
A la siguiente temporada, Sierralta debutó en la Serie A de Italia, el 15 de septiembre de 2018 en la victoria 1-0 contra el Inter de Milán, entrando en el minuto 77 por Simone Iacoponi. Francisco en esa temporada tuvo una lesión muscular que lo tuvo alejado de las canchas por 85 días, perdiendo la posibilidad de jugar 12 partidos con el Parma Calcio. Esa temporada terminó su préstamo por el Parma Calcio jugando 10 partidos esa temporada en la Serie A y jugando con el club un total 20 partidos en sus 2 temporadas con el conjunto de la ciudad de Parma.

### Regreso al Udinese
Luego de su cesión en el Parma Calcio y en Empoli, Sierralta volvió al equipo dueño de su pase donde no tuvo continuidad, siendo suplente en todos los partidos del equipo por la liga nacional. Finalmente, Sierralta solo jugó un partido con el equipo Bianconeri, el 4 de diciembre de 2019 contra el Bologna, encuentro válido por la Copa Italia.

### Empoli FC
En enero de 2020 fue cedido al Empoli de la Serie B de Italia en busca de minutos, marcó su primer gol con el Empoli el 3 de marzo de 2020 contra el Cremonese. Su cesión en el equipo italiano fue interrumpida debido a la suspensión de partidos por la pandemia del COVID-19. El préstamo con el Empoli terminaba el 30 de junio pero debido a la pandemia de COVID-19, el Udinese aceptó una extensión de su préstamo hasta el final de la temporada, con el objetivo de terminar ésta. Finalmente Sierralta solo jugó 11 partidos con el conjunto azzurri marcando un solo gol.

### Watford
Luego de meses cedido en el Empoli, en septiembre de 2020 se incorporó al Watford Football Club, que recientemente había descendido a la EFL Championship, llegando al club inglés con un contrato de 3 años. Luego de jugar pocos minutos en sus primeros meses con los hornets, hasta el 28 de noviembre, Sierralta no había jugado en la liga con el Watford Football Club, ese día jugó contra el Preston North End entrando en el minuto 87 por Craig Cathcart, Luego de la destitución de Vladimir Ivić empezó a tener más minutos en el campo. Francisco Sierralta se ganaría un puesto en el primer equipo con la llegada de Xisco Muñoz, convirtiendo a Francisco en una pieza fundamental del equipo. Sierralta marcaría su primer gol en Inglaterra el 16 de marzo de 2021 contra el Rotherham United, marcando de cabeza, Francisco marcaría el primer gol del partido y el encuentro terminaría con una victoria 4-1. El 24 de abril de 2021 luego de ganarle al Millwall 1-0, con Sierralta de titular, el Watford ascendió a la Premier League luego de estar 1 año jugando en la segunda división inglesa. Sierralta en su primera campaña con los Hornets, destacó principalmente por su juego aéreo, donde según las estadísticas, Sierralta fue el defensor con mayor efectividad en el juego aéreo de la EFL Championship en la temporada 2020-21. En una entrevista a Calciomercato el director deportivo del Watford calificó a Sierralta como el mejor defensor de la liga y reconoció el interés de algunos equipos de la Premier League.

## Selección nacional

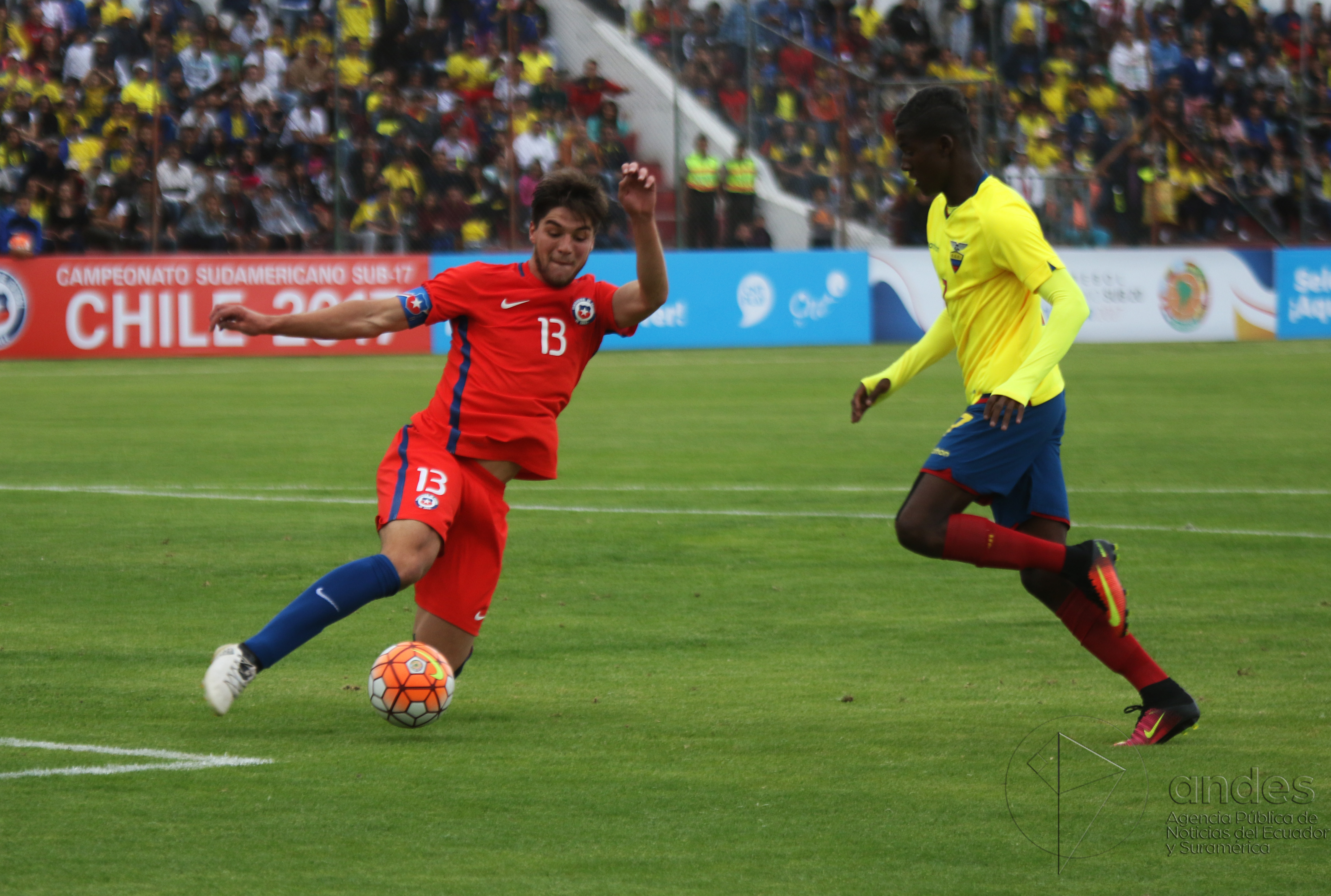
Sierralta en el partido contra en el Sudamericano sub-20 de 2017.

### Selecciones menores
Integró por primera vez la selección chilena sub-20 en el Torneo L'Alcúdia 2015 donde es titular absoluto en la zona defensiva junto a Sebastián Vegas. Fue elegido el mejor jugador del campeonato.
Fue citado por el DT Héctor Robles para disputar el Sudamericano sub-20 de 2017. En el primer partido el capitán de la "Rojita" logró sacar un balón de la raya a los 61' minutos luego de una doble parada del arquero Collao, tuvo que esforzarse más de la cuenta junto con Nicolás Ramírez, ya que el conjunto chileno disputó el partido con 10 hombres desde los 34' minutos por la expulsión de Jeisson Vargas. Además de estar fino en la marca y ganando cabezazos Francisco fue clave para sellar un agónico empate 0 - 0 contra la selección de Brasil. Finalmente Chile sería eliminado en primera ronda luego de perder ante Colombia por la cuenta mínima, cotejo en el cual el jugador sería expulsado por doble amarilla. Con este resultado la selección chilena quedó última en su grupo y penúltima en toda la competición solo superada por Perú, siendo esta además la peor participación chilena desde el Sudamericano de 1985 realizado en Paraguay.
| Competencia                 | Sede    | Resultado    | PJ | Goles |
| --------------------------- | ------- | ------------ | -- | ----- |
| Sudamericano Sub-20 de 2017 | Ecuador | Primera fase | 4  | 0     |

### Selección adulta
Recibió su primera nómina a la selección adulta el 17 de mayo de 2018 bajo la dirección técnica de Reinaldo Rueda para enfrentar tres amistoso en Europa frente a Rumanía, Serbia y Polonia  el 31 de mayo, 4 y 8 de junio respectivamente.
El 8 de junio debutó en la selección adulta en el empate 2-2 frente a Polonia en el INEA Stadion de Poznan con 21 años recién cumplidos, ingresando al minuto 87' por Paulo Díaz, sumando sus primeros minutos con "La Roja" jugando como lateral derecho en los últimos minutos de juego.

#### Copa América 2021
Tras agarrar regularidad en la selección, el 10 de junio de 2021, fue convocado por Martín Lasarte para disputar la Copa América 2021 donde quedaron eliminados por Brasil en Río de Janeiro por los cuartos de final.

### Participaciones en Clasificatorias a Copas del Mundo
| Eliminatorias            | País  | Resultado | Posición | Partidos | Goles |
| ------------------------ | ----- | --------- | -------- | -------- | ----- |
| Eliminatorias Catar 2022 | Catar | Eliminado | 7°       | 5        | 0     |

#### Participaciones en Copas América
| Torneo            | Sede   | Resultado        | Partidos | Goles |
| ----------------- | ------ | ---------------- | -------- | ----- |
| Copa América 2021 | Brasil | Cuartos de final | 3        | 0     |

### Partidos internacionales
Actualizado hasta el 20 de noviembre de 2022.
| Partidos internacionales | Partidos internacionales | Partidos internacionales                                  | Partidos internacionales | Partidos internacionales | Partidos internacionales | Partidos internacionales | Partidos internacionales     |
| N.º                      | Fecha                    | Estadio                                                   | Local                    | Resultado                | Visitante                | Goles                    | Competición                  |
| ------------------------ | ------------------------ | --------------------------------------------------------- | ------------------------ | ------------------------ | ------------------------ | ------------------------ | ---------------------------- |
| 1                        | 8 de junio de 2018       | INEA Stadion, Poznań, Polonia                             | Polonia                  | 2-2                      | Chile                    |                          | Amistoso                     |
| 2                        | 15 de octubre de 2019    | Estadio José Rico Pérez, Alicante, España                 | Chile                    | 3-2                      | Guinea                   |                          | Amistoso                     |
| 3                        | 8 de octubre de 2020     | Estadio Centenario, Montevideo, Uruguay                   | Uruguay                  | 2-1                      | Chile                    |                          | Clasificatorias a Catar 2022 |
| 4                        | 13 de octubre de 2020    | Estadio Nacional Julio Martínez Prádanos, Santiago, Chile | Chile                    | 2-2                      | Colombia                 |                          | Clasificatorias a Catar 2022 |
| 5                        | 8 de junio de 2021       | Estadio San Carlos de Apoquindo, Santiago, Chile          | Chile                    | 1-1                      | Bolivia                  |                          | Clasificatorias a Catar 2022 |
| 6                        | 21 de junio de 2021      | Arena Pantanal, Cuiabá, Brasil                            | Uruguay                  | 1-1                      | Chile                    |                          | Copa América 2021            |
| 7                        | 24 de junio de 2021      | Estadio Mané Garrincha, Brasilia, Brasil                  | Chile                    | 0-2                      | Paraguay                 |                          | Copa América 2021            |
| 8                        | 2 de julio de 2021       | Estadio Mané Garrincha, Brasilia, Brasil                  | Brasil                   | 1-0                      | Chile                    |                          | Copa América 2021            |
| 9                        | 11 de noviembre de 2021  | Estadio Defensores del Chaco, Asunción, Paraguay          | Paraguay                 | 0-1                      | Chile                    |                          | Clasificatorias a Catar 2022 |
| 10                       | 16 de noviembre de 2021  | Estadio San Carlos de Apoquindo, Santiago, Chile          | Chile                    | 0-2                      | Ecuador                  |                          | Clasificatorias a Catar 2022 |
| 11                       | 10 de junio de 2022      | Estadio Noevir Kobe, Kōbe, Japón                          | Chile                    | 0-2                      | Túnez                    |                          | Copa Kirin 2022              |
| 12                       | 14 de junio de 2022      | Estadio Panasonic, Suita, Japón                           | Chile                    | 0-0 1-3 p                | Ghana                    |                          | Copa Kirin 2022              |
| 13                       | 27 de septiembre de 2022 | Estadio Franz Horr, Viena, Austria                        | Catar                    | 2-2                      | Chile                    |                          | Amistoso                     |
| 14                       | 16 de noviembre de 2022  | Estadio del Ejército Polaco, Varsovia, Polonia            | Polonia                  | 1-0                      | Chile                    |                          | Amistoso                     |
| 15                       | 20 de noviembre de 2022  | Tehelné pole, Bratislava, Eslovaquia                      | Eslovaquia               | 0-0                      | Chile                    |                          | Amistoso                     |
| Total                    | Total                    | Total                                                     | Presencias               | 15                       | Goles                    | 0                        |                              |

| Selección chilena | Selección chilena | Selección chilena |
| Año               | Partidos          | Goles             |
| ----------------- | ----------------- | ----------------- |
| 2018              | 1                 | 0                 |
| 2019              | 1                 | 0                 |
| 2020              | 2                 | 0                 |
| 2021              | 6                 | 0                 |
| 2022              | 5                 | 0                 |
| Total             | 15                | 0                 |

## Estadísticas

### Clubes
| Club                         | Div              | Temporada        | Liga  | Liga  | Copas nacionales | Copas nacionales | Torneos internacionales | Torneos internacionales | Total | Total |
| Club                         | Div              | Temporada        | Part. | Goles | Part.            | Goles            | Part.                   | Goles                   | Part. | Goles |
| ---------------------------- | ---------------- | ---------------- | ----- | ----- | ---------------- | ---------------- | ----------------------- | ----------------------- | ----- | ----- |
| Universidad Católica · Chile | 1.ª              | 2015-16          | 2     | 1     | 2                | 1                | —                       | —                       | 4     | 2     |
| Universidad Católica · Chile | Total club       | Total club       | 2     | 1     | 2                | 1                | 0                       | 0                       | 4     | 2     |
| Palestino · Chile            | 1.ª              | 2016-17          | 17    | 1     | 2                | 0                | 8                       | 0                       | 27    | 1     |
| Palestino · Chile            | Total club       | Total club       | 17    | 1     | 2                | 0                | 8                       | 0                       | 27    | 1     |
| Parma Calcio · Italia        | 2.ª              | 2017-18          | 10    | 0     | —                | —                | —                       | —                       | 10    | 0     |
| Parma Calcio · Italia        | 1.ª              | 2018-19          | 10    | 0     | —                | —                | —                       | —                       | 10    | 0     |
| Parma Calcio · Italia        | Total club       | Total club       | 20    | 0     | 0                | 0                | 0                       | 0                       | 20    | 0     |
| Udinese Calcio · Italia      | 1.ª              | 2019-20          | —     | —     | 1                | 0                | —                       | —                       | 1     | 0     |
| Udinese Calcio · Italia      | Total club       | Total club       | 0     | 0     | 1                | 0                | 0                       | 0                       | 1     | 0     |
| Empoli F. C. · Italia        | 2.ª              | 2019-20          | 11    | 1     | —                | —                | —                       | —                       | 11    | 1     |
| Empoli F. C. · Italia        | Total club       | Total club       | 11    | 1     | 0                | 0                | 0                       | 0                       | 11    | 1     |
| Watford F. C. Inglaterra     | 2.ª              | 2020-21          | 26    | 1     | 3                | 0                | —                       | —                       | 29    | 1     |
| Watford F. C. Inglaterra     | 1.ª              | 2021-22          | 7     | 0     | 3                | 0                | —                       | —                       | 10    | 0     |
| Watford F. C. Inglaterra     | 2.ª              | 2022-23          | 18    | 1     | 2                | 0                | —                       | —                       | 20    | 1     |
| Watford F. C. Inglaterra     | 2.ª              | 2023-24          | 27    | 0     | 4                | 0                | —                       | —                       | 31    | 0     |
| Watford F. C. Inglaterra     | 2.ª              | 2024-25          | 33    | 0     | 2                | 0                | —                       | —                       | 35    | 0     |
| Watford F. C. Inglaterra     | Total club       | Total club       | 111   | 2     | 14               | 0                | 0                       | 0                       | 125   | 2     |
| Auxerre Francia              | 1.ª              | 2025-26          | 1     | 0     | 0                | 0                | —                       | —                       | 1     | 0     |
| Auxerre Francia              | Total club       | Total club       | 1     | 0     | 0                | 0                | 0                       | 0                       | 1     | 0     |
| Total en carrera             | Total en carrera | Total en carrera | 161   | 5     | 19               | 1                | 8                       | 0                       | 188   | 6     |
| 1. 2. 3.                     |                  |                  |       |       |                  |                  |                         |                         |       |       |

### Selecciones
Actualizado al último partido disputado el 16 de noviembre de 2022.
| Selección      | Temporada     | Amistosos | Amistosos | Sudamérica | Sudamérica | Mundial | Mundial | Total | Total |
| Selección      | Temporada     | Part.     | Goles     | Part.      | Goles      | Part.   | Goles   | Part. | Goles |
| -------------- | ------------- | --------- | --------- | ---------- | ---------- | ------- | ------- | ----- | ----- |
| Sub-20 · Chile | 2017          | 0         | 0         | 4          | 0          | —       | —       | 4     | 0     |
| Sub-20 · Chile | Total         | 0         | 0         | 4          | 0          | 0       | 0       | 4     | 0     |
| Adulta · Chile | 2018          | 1         | 0         | —          | —          | —       | —       | 1     | 0     |
| Adulta · Chile | 2019          | 2         | 0         | —          | —          | —       | —       | 2     | 0     |
| Adulta · Chile | 2020          | —         | —         | 2          | 0          | —       | —       | 2     | 0     |
| Adulta · Chile | 2021          | —         | —         | 6          | 0          | —       | —       | 6     | 0     |
| Adulta · Chile | Total         | 3         | 0         | 8          | 0          | 0       | 0       | 10    | 0     |
| Total carrera  | Total carrera | 3         | 0         | 12         | 0          | 0       | 0       | 15    | 0     |
| 1.             |               |           |           |            |            |         |         |       |       |

### Resumen estadístico
Actualizado al último partido disputado el 26 de abril de 2025.
| Competición                          | Partidos | Goles |
| ------------------------------------ | -------- | ----- |
| Primera División de Chile            | 19       | 2     |
| Serie A                              | 10       | 0     |
| Premier League                       | 7        | 0     |
| Serie B                              | 21       | 1     |
| English Football League Championship | 104      | 2     |
| Copa Chile                           | 4        | 1     |
| Copa Italia                          | 1        | 0     |
| FA Cup                               | 6        | 0     |
| Copa de la Liga                      | 8        | 0     |
| Copa Sudamericana                    | 8        | 0     |
| Selección Sub-20                     | 4        | 0     |
| Selección adulta                     | 15       | 0     |
| Total                                | 207      | 6     |

## Palmarés

### Títulos nacionales
| Título                    | Club                       | País  | Año    |
| ------------------------- | -------------------------- | ----- | ------ |
| Primera División de Chile | C. D. Universidad Católica | Chile | 2016-C |